# 욜다시
욜다시(Ёлдаш, 쿠미크어로 동반자, 친구, 동지, 동무를 의미)는 러시아 다게스탄 마하치칼라에서 쿠미크어로 발행되는 신문이다.
1917년 4월 3일부터 발행되고 있다. 1922년까지는 비정기적으로 발행되었고 자주 제목들이 바뀌었다(«Заман» (시간), «Мусават» (평등), «Ишчи халкъ» (노동 민중), «Ал байракъ» (붉은 깃발), «Дагъыстан фукъарасы» (다게스탄 빈민)). 1922년 — 1931년에 «Ёлдаш»(욜다시)로 불렸다. 1930년 — 1990년에 «Ленин йолу/Ленин ёлу» (레닌의 길)로 불렸고 다게스탄 주 위원회의 소비에트 연방 공산당의 기관지가 되었다. 1991년부터 신문은 현재의 제목을 지니고 있다.
1주일에 1번 24장으로 500에서 800부 이상의 발행부수로 나오고 있다.